# Ockratagging
Ockratagging (Steccherinum ochraceum) är en svampart som först beskrevs av Christiaan Hendrik Persoon, och fick sitt nu gällande namn av Samuel Frederick Gray 1821. Enligt Catalogue of Life ingår Ockratagging i släktet Steccherinum,  och familjen Meruliaceae, men enligt Dyntaxa är tillhörigheten istället släktet Steccherinum,  och familjen Steccherinaceae. Arten är reproducerande i Sverige. Inga underarter finns listade i Catalogue of Life.

## Källor

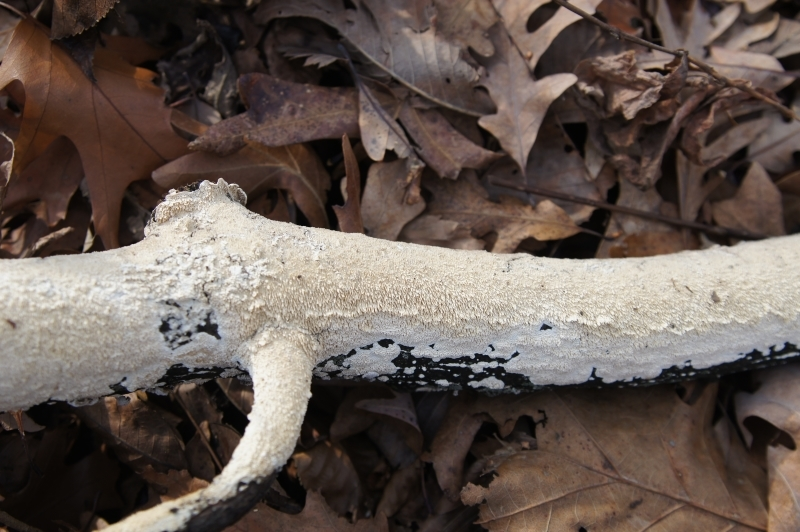